# Dohren (Emslandi járás)
Dohren település Németországban, azon belül Alsó-Szászország tartományban. Lakosainak száma 1179 fő (2023. december 31.). Dohren Herzlake, Berge, Wettrup és Haselünne községekkel határos.

## Népesség
A település népességének változása:
| Lakosok száma | 1094 | 1096 | 1114 | 1117 | 1169 | 1165 | 1179 |
|               | 2014 | 2016 | 2017 | 2019 | 2021 | 2022 | 2023 |